# Список знаменосцев Сент-Китса и Невиса на Олимпийских играх
Это список знаменосцев, которые представляли Сент-Китс и Невис на Олимпийских играх.
Знаменосцы несут национальный флаг своей страны на церемонии открытия Олимпийских игр.
| # | Год, Место           | Сезон | Имя Фамилия     | Вид спорта      |
| - | -------------------- | ----- | --------------- | --------------- |
| 1 | 1996, Атланта        | Лето  | Дайана Фрэнсис  | Лёгкая атлетика |
| 2 | 2000, Сидней         | Лето  | Ким Коллинз     | Лёгкая атлетика |
| 3 | 2004, Афины          | Лето  | Ким Коллинз     | Лёгкая атлетика |
| 4 | 2008, Пекин          | Лето  | Вёрджил Ходж    | Лёгкая атлетика |
| 5 | 2012, Лондон         | Лето  | Ким Коллинз     | Лёгкая атлетика |
| 6 | 2016, Рио-де-Жанейро | Лето  | Антуан Адамс    | Лёгкая атлетика |
| 7 | 2020, Токио          | Лето  | Амиа Кларк      | Лёгкая атлетика |
| 7 | 2020, Токио          | Лето  | Джейсон Роджерс | Лёгкая атлетика |